# Colletes alicularis
Colletes alicularis är en biart som beskrevs av Noskiewicz 1936. Colletes alicularis ingår i släktet sidenbin, och familjen korttungebin. Inga underarter finns listade i Catalogue of Life.